# Litec
 (février 2019).
Litec était une marque française, créée en 1948 et enregistrée à l'INPI en 1956, concernant l'édition d'ouvrages juridiques, économiques et sociaux. Ce nom provient de la contraction des termes Librairie technique. La société était une filiale de la société indépendante Éditions Techniques. Elle était l'un des principaux concurrents de la maison d'édition Dalloz (cf. la concurrence entre les « codes rouges » et les « petits codes bleus »).
Courant 1996, la maison Litec a été rachetée par le groupe Reed Elsevier, devenu le groupe RELX Group, deuxième éditeur mondial de livres et le premier éditeur mondial de livres juridiques et économiques. En 2002, elle fusionne avec la société LexisNexis, autre filiale de Reed Elsevier, avant que tous les ouvrages édités sous le nom de Litec ne soient édités sous le nom de LexisNexis à compter de mai 2011.